# Caradrina fuscicornis
Caradrina fuscicornis is een vlinder uit de familie uilen (Noctuidae). De wetenschappelijke naam is voor het eerst geldig gepubliceerd in 1832 door Rambur.
De soort komt voor in Europa.